# Franz Horsky

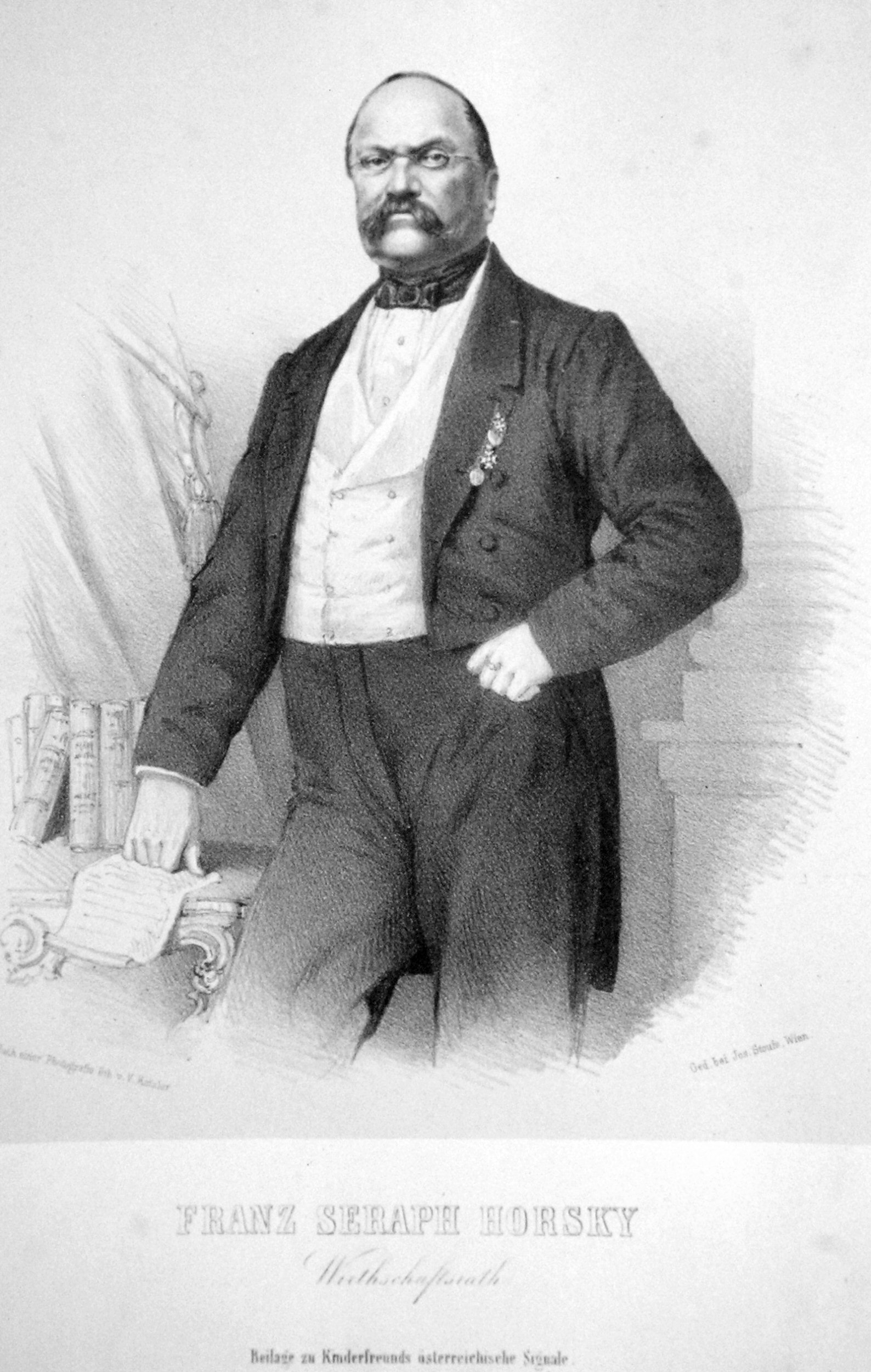
Franz Seraph Horsky, Lithographie von Vinzenz Katzler

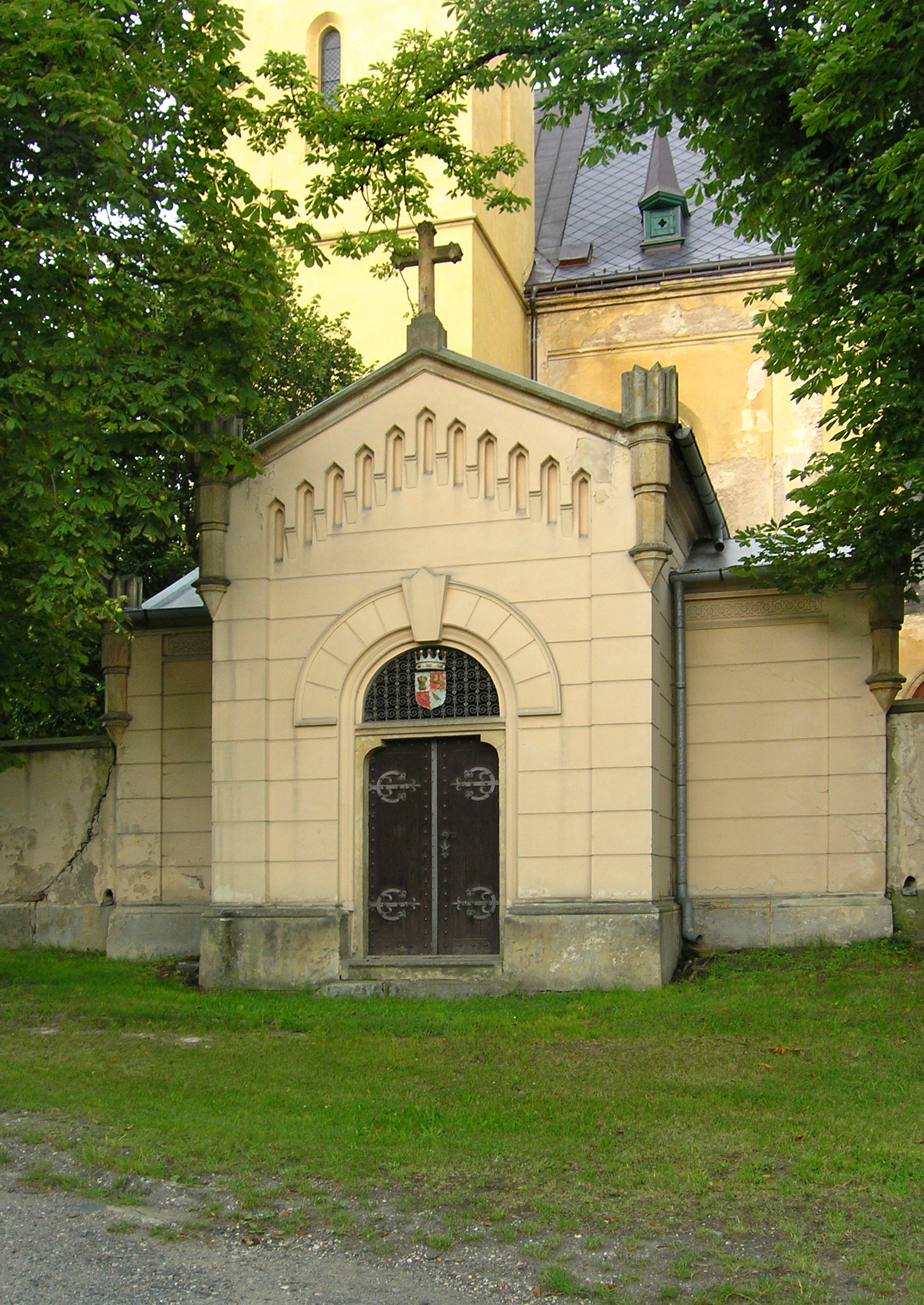
Grabkapelle der Familie Horsky von Horskysfeld

Franz Seraph Horsky, ab 1867 Horsky Ritter von Horskysfeld, tschechisch: František Horský rytíř z Horskyfeldu (* 19. September 1801 in Bilin, Böhmen; † 6. April 1877 auf Schloss Horskysfeld in Bejchor) war ein böhmischer Landwirt.

## Leben
Franz Horský wurde als Franz Wenzel Eustach als zweiter Sohn des herrschaftlichen Beamten (Franz Wenzel) Václav Jakub Horský (1773 – 1838) und dessen Frau Eleonora, geborene Kassian (1780 – 1826) auf dem Schloß Bilin am 19. September 1801 geboren und am 20. September getauft. Horsky besuchte von 1818 bis 1821 das landwirtschaftliche Institut in Krumau, trat dann in fürstlich Schwarzenbergsche Dienste, wurde 1829 Domänenverwalter und stellte bereits 1834 eine Drillsaatmaschine aus, bestimmt für die von ihm begründete Pflanzenkultur auf Erdkämmen.
1836 wurde er Amts- und Wirtschaftsdirektor der Herrschaft Libiegitz, welche Domäne er zu einer vielbesprochenen Blüte brachte. Außer Libiegitz führte er noch die Direktion von sechs Herrschaften, und von 1846 an administrierte er 23 fremde Domänen als Wirtschaftsrat. Zwischen 1850 und 1857 war Horsky Direktor der tschechischen Landwirtschaftsschule in Rábín bei Netolice. 1858 gründete er die Fürstl. Josef v. Lobkowitz´sche Zuckerfabrik zu Unterbeřkowitz, Franz Horský.
1860 pachtete Horsky Schloss und Meierei Mühlhausen. 1862 kaufte er von den Erben des Wenzel Baron Veith die Herrschaft Kolin, welche er in kurzer Zeit in eine Musterwirtschaft umgestaltete und dort eine Zuckerfabrik gründete. Weiterhin erwarb er die Herrschaft Dolany. Horsky ließ 1863 die Teichstätte Bačov bei Wossek trockenlegen und meliorieren sowie das Flüsschen Bačovka regulieren. Bei Freudenek legte Horský den Karolinenhof an, der ebenso wie die gleichfalls von ihm in der Gegend von Kolin errichteten Höfe Franzenshof, Hajka und Eleonorenhof zu landwirtschaftlichen Mustergütern ausgebaut wurde. In Býchory ließ er sich 1865 das neogotische Landschloss Horskysfeld errichten. 1868 erwarb er das Gut Welmschloß und 1871 das Gut Saar. 1873 ließ er vom Bahnhof Wossek eine vier Kilometer lange Zweigbahn zu seinem Karolinenhof anlegen. In Teplice und Osek besaß er kleine Schlösschen. Seine letzte Ruhestätte fand er in der Familiengruft Horsky von Horskysfeld in Owtschar.
Im Jahre 1863 wurde Horsky mit dem Prädikat von Horskysfeld in den Adelsstand und 1867 in den erblichen Ritterstand erhoben.
Wesentliche Verdienste erwarb er sich durch die Reorganisation der bäuerlichen Wirtschaften, die er im Anfang der 1860er Jahre auch durch seine Feldpredigten zu befördern suchte. Großes Verdienst erwarb sich Horsky auch durch Konstruktion mehrerer landwirtschaftlicher Geräte und Maschinen und Einführung eigentümlicher Kulturen. In den Bächen der Waldgebiete der Herrschaft Kolin begann er mit der Zucht von Forellen.
Horsky war seit 1825 mit Theresia Rödling († 1845) aus Louny verheiratet. Aus der Ehe von gingen neun Söhne und neun Töchter hervor, von denen nur sechs Töchter das Erwachsenenalter erreichten. Im Jahre 1875 heiratete Horsky seine langjährige Freundin Karoline Hartmann von Hartenthal und adoptierte deren Tochter. Nach seinem Tode übernahm sein Schwiegersohn Hans von Berlepsch die Güter, sein Enkel Adolf Richter erhielt die Koliner Zuckerfabrik und einige der Meierhöfe.

## Werke
- Neues Culturverfahren der Hackfrüchte insbesondere der Kartoffeln und der Zuckerrüben, wie überhaupt der Drill- oder Reihensaat mittelst Anwendung des neu erfundenen patentirten Kartoffel-, des Rüben- und des Drill-Cultivators. Mit 14 Tafeln Abbildungen. Prag: André, 1850.
- Die vervollkommnete Drillkultur der Feldfrüchte, besonders der Kartoffeln u. Zuckerrüben auf Erdkämme. Prag, 1851.
- Neues Ackerungssystem. Prag. 1852.
- Neue Düngerbehandlungsmethode. Prag, 1853.
- Charakteristik der wichtigsten Ackerkulturgeräte und Drillmaschinen. Prag, 1855.
- Landwirtschaftliche Produktionsberechnungsweise. Prag, 1856.
- Landwirtschaftliche Feldpredigten über das Nothwendigste des praktischen Ackerbaues zunächst für Kleingrundbesitzer. Prag: Druck und Verlag von Heinrich Mercy, 1861–63, 6 Hefte.
- Die allgemeine Verbreitung der Fruchtwechsel-Wirtschaft als wirksamstes Mittel zur Hebung des Nationalreichthums und zur Erleichterung der Steuerzahlung: begründet durch Thatsachen. Prag: Mercy, 1861.
- Rolnická polní kázaní o tom, co jest nejpotřebnější k výkonnému vzdělávání polí hlavně majetníkům menších pozemků. První svazek sepsal František Horský. Praze: Jindřich Mercy, 1861.
- Musterwirthschafts-Projecte des Wirthschaftsrathes Fr. Horský: Prüfung und Beleuchtung der ihnen zu Grunde liegenden Ideen und der Berechtigung zum Auftreten für dieselben, enthalten in der „Politik“ Nr. 218 vom 9. August 1863 und Entgegnung des Wirthschaftsrathes Fr. Horský entnommen aus der „Prager Morgenpost“ Nr. 236 vom 27. August 1863. Prag, 1863.
- Horsky's Feldpredigt am 15. Februar 1864 zu Rokycan bei der ersten Versammlung des Rokycan-Blowitzer landwirthschaftlichen Bezirks-Vereines (Nach dem stenographischen Berichte.) Hrsg. von J. Richter. Prag: Heinr. Mercy, 1864.
- Mein Streben, Wirken, meine Resultate, nebst praktischen Rathschlägen zur Organisirung und Systemisirung landwirthschaftlicher Besitzungen ohne Geldvorauslage. (Über Aufforderung der Generaldirektion der Wiener Weltausstellung 1873 verfasst für den Besuch der Herren Mitglieder der landwirthschaftlichen Jury). Kolin: Sudek, 1873.